# Ruellia donnell-smithii
Ruellia donnell-smithii là một loài thực vật có hoa trong họ Ô rô. Loài này được Leonard miêu tả khoa học đầu tiên năm 1941.